# Un estrany a la família
Un estrany a la família (títol original en anglès Six Degrees of Separation) és una pel·lícula estatunidenca dirigida per Fred Schepisi el 1993, adaptació de la novel·la del mateix títol de John Guare. Ha estat doblada al català.

## Argument
Paul (Will Smith) és un artista entabanador que, de sobte, convenç una parella de la Ciutat de Nova York arran del seu suposat atracament a Central Park, afirmant ser fill de Sidney Poitier i fent-se passar vistosament com un amic de confiança i company de classe dels seus fills matriculats a Harvard.

## Repartiment
- Stockard Channing: Ouisa Kittredge
- Will Smith: Paul
- Donald Sutherland: Flan Kittredge
- Ian McKellen: Geoffrey Miller
- Mary Beth Hurt: Kitty
- Bruce Davison: Larkin
- Richard Masur: Dr. Fine
- Anthony Michael Hall: Trent Conway
- Heather Graham: Elizabeth
- Eric Thal: Rick
- Anthony Rapp: Ben
- Oz Perkins: Woodrow ('Woody') Kittredge
- Catherine Kellner: Talbot ('Tess') Kittredge
- J. J. Abrams: Doug
- Joe Pentangelo: Oficial de Policia

La pel·lícula presenta cameos d'un cert nombre de famosos de la societat de Nova York, incloent-hi Kitty Carlisle Hart i l'artista Chuck Close.

### Nominacions
- 1994 Oscar a la millor actriu per Stockard Channing.
- 1994 Globus d'Or a la millor actriu musical o còmica per Stockard Channing.